# 2 Timóteo 4
2 Timóteo 4 é o quarto e último capítulo da Segunda Epístola a Timóteo, de autoria do Apóstolo Paulo, que faz parte do Novo Testamento da Bíblia.

## Estrutura
I. dever solene, o final vitorioso, o triste abandono, a súplica comovedora e a confiança perfeita
1. O dever solene
a) Fidelidade na entrega da mensagem, v. 1,2
b) Predições acerca da época em que os homens desprezarão a verdade e buscarão mestres conforme os próprios desejos, v. 3,4
c) Exortação ao ministério sincero e fiel, v. 5
2. O fim da carreira de Paulo
a) Termina com uma atitude vitoriosa, v. 6-8
b) Termina com confiança perfeita no Senhor, v. 17,18
3. Necessidade de companheirismo e algumas coisas para aliviar a vida na prisão
a) Solidão causada pela partida de amigos e a deserção de companheiros não confiáveis, v. 10-12,16
b) Necessidade de algum consolo que alegre a vida na prisão, v. 13
c) Exorta Timóteo a que venha logo, v. 9,21
d) Saudações e bênção final, v. 19-22